# Yang Hye-ji
Yang Hye-ji (en hangul, 양혜지; nacida el 20 de enero de 1996), es una actriz surcoreana.

## Biografía
Estudió artes en la Universidad Sungkyunkwan.
Es buena amiga de la actriz surcoreana Moon Ga-young, la cantante Namjoo y del jugador profesional Deft.

## Carrera
Es miembro de la agencia "Awesome Entertainment" (어썸이엔티).
En 2018 se unió al elenco recurrente de la serie Rich Family's Son, donde interpretó a Choi Seo-hee, la hermana menor de Choi Yong-yi (Lee Chang-yeob).
El 7 de marzo de 2019 realizó una aparición invitada durante el cuarto episodio de la serie Big Issue, donde dio vida a Moon Bo-yeong, una interna del "Sunday Syndicate".
En marzo de 2020 se unió al elenco recurrente de la serie I'll Go To You When The Weather Is Nice (también conocida como "When the Weather Is Fine"), donde interpretó a Ji Eun-shil, una de las amigas de Mok Hae-won (Park Min-young) y el interés romántico de Lee Jang-woo (Lee Jae-wook), hasta el final de la serie el 21 de abril del mismo año.
En noviembre del mismo año se unió al elenco recurrente de la serie Live On, donde dio vida a la estudiante Ji So-hyun, hasta el final de la serie el 12 de enero de 2021.

## Filmografía

### Series de televisión
| Año     | Título                                               | Personaje     | Notas                    | Ref.                 |
| ------- | ---------------------------------------------------- | ------------- | ------------------------ | -------------------- |
| 2016    | Secret Crushes: Season 2                             | Yang Hye-ji   | Serie web - 23 episodios |                      |
| 2017    | Secret Crushes: Season 3                             | Yang Hye-ji   | Serie web - 22 episodios |                      |
| 2017    | Secret Crushes: Special Edition                      | Yang Hye-ji   | Serie web - 4 episodios  | [ 9 ]                |
| 2017    | 그들이 사랑한 향기                                   | Yang Hye-ji   | Serie web - 5 episodios  |                      |
| 2017    | Drama Stage Season 1: The History of Walking Upright | Ja Yeon       | 1 episodio               |                      |
| 2018    | Rich Family's Son                                    | Choi Seo-hee  |                          |                      |
| 2018    | Eun Joo's Room                                       | Sun Young     |                          |                      |
| 2019    | Big Issue                                            | Moon Bo-yeong | Ep. 3                    |                      |
| 2019    | FAILing In Love                                      | Lee Shi-won   | Serie web - 10 episodios |                      |
| 2020    | I'll Go To You When The Weather Is Nice              | Ji Eun-shil   |                          |                      |
| 2020-21 | Live On                                              | Ji So-hyun    | 8 episodios              | [ 10 ] [ 11 ]        |
| 2021    | Nevertheless                                         | Oh Bit-na     | 10 episodios             | [ 12 ]               |
| 2023    | The Devil                                            | Baek Se-mi    |                          |                      |
| 2024    | Branding in Seongsu                                  | Do Yu-mi      | Serie web - 12 episodios | [ 13 ] [ 14 ] [ 15 ] |
| 2024    | Wonderful World                                      | Hong Su-jin   | 14 episodios             | [ 16 ]               |
| 2024    | Borrador de malos recuerdos                          | Jeon Sae-yan  | 16 episodios             | [ 17 ] [ 18 ]        |
| 2024-25 | El negocio familiar                                  | Lee Cha-rim   | 36 episodios             | [ 19 ] [ 20 ] [ 21 ] |

### Aparición en videos musicales
| Año  | Artista          | Canción | Notas              | Ref.   |
| ---- | ---------------- | ------- | ------------------ | ------ |
| 2020 | Onestar (임한별) | "Hello" | Junto a Kim Do-wan | [ 22 ] |

## Premios y nominaciones
| Año  | Premio                                | Categoría                                                   | Trabajo | Resultado | Ref.   |
| ---- | ------------------------------------- | ----------------------------------------------------------- | ------- | --------- | ------ |
| 2018 | Korea Culture and Entertainment Award | Mejor actriz revelación - televisión (junto a Moon Soo-bin) | -       | Ganadora  | [ 23 ] |